# District d'Arida

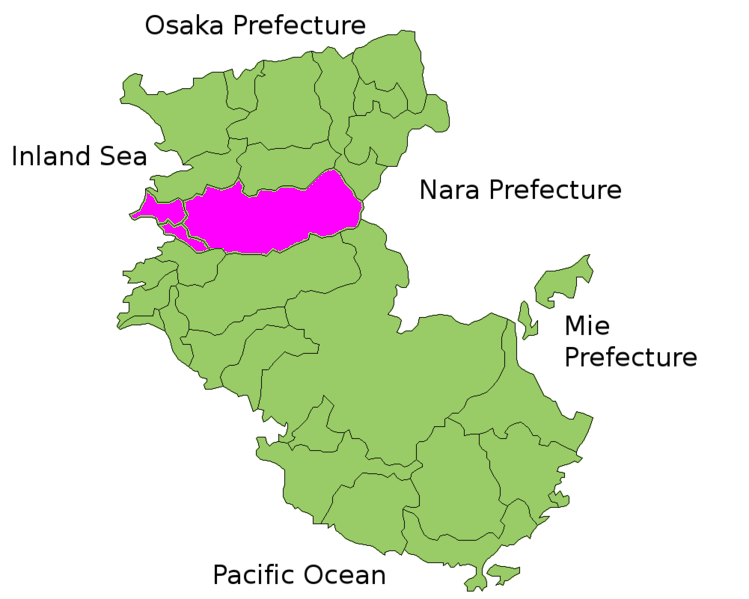
Localisation du district d'Arida dans la préfecture de Wakayama.

Le district d'Arida (有田郡, Arida-gun) est un district de la préfecture de Wakayama au Japon.
Au 1er décembre 2014, sa population était de 46 196 habitants pour une superficie de 437,88 km2.

## Communes du district
- Aridagawa
- Hirogawa
- Yuasa